# Armin T. Wegner
Armin Theophil Wegner, seudónimo Johannes Selbdritt (Elberfeld, hoy parte de Wuppertal, 16 de octubre de 1886-Roma, 17 de mayo de 1978), fue un poeta, escritor y pacifista alemán que documentó el genocidio armenio. Redactó poemas expresionistas y obras de prosa, entre otros con temas orientales y libros de viajes. Defendió la paz, los derechos humanos y una convivencia tolerante de las culturas. En 1915 documentó con fotos el genocidio contra el pueblo armenio perpetrado por los Jóvenes Turcos e hizo público el genocidio en Alemania y luego en los EE. UU. en una carta abierta al presidente Woodrow Wilson. Después de la Primera Guerra Mundial se comprometió en el movimiento pacifista. Durante el régimen de los nacionalsocialistas se pronunció en contra de la persecución de los judíos en una carta dirigida a Adolf Hitler. En agosto de 1933 fue detenido y pasó algún tiempo en varias prisiones y campos de concentración, donde fue torturado. De 1936 hasta su muerte vivió en Italia. Recibió varias distinciones. Entre otras cosas, fue honrado como Justo entre las Naciones por el monumento conmemorativo de Yad Vashem.

## Biografía
Armin T. Wegner nació como hijo del ferroviario Gustav Wegner y su mujer Marie Wegner, de soltera Witt. De 1892 a 1904 fue a la escuela en Berlín, Glogau y Breslavia pero sin graduarse. En 1905 empezó a formarse como agricultor en Silesia pero no terminó la formación. De 1906 a 1908 asistió a una escuela privada y esta vez se graduó. De 1909 a 1914 estudió Derecho y Economía Política en Breslavia y Berlín. Terminó sus estudios con una tesis doctoral sobre «La huelga en el derecho penal», que fue calificada summa cum laude.
En 1915 sirvió como enfermero voluntario en la Primera Guerra Mundial. Allí fue testigo presencial del genocidio contra el pueblo armenio perpetrado por los Jóvenes Turcos. Documentó el genocidio con fotos, a pesar del peligro que corría.
En 1916, tras unas declaraciones críticas sobre el genocidio armenio y una carta a su madre en la que condenó la guerra, Wegner fue despedido del servicio sanitario y obligado a trabajar en la sección para pacientes con cólera.
Desde 1918 trabajó en el Ministerio de Asuntos Exteriores. Apoyó la Revolución de Noviembre. Redactó una carta abierta a Karl Liebknecht en la que protestó contra una revolución violenta. En 1919 fue uno de los fundadores de la Alianza de los Opositores al Servicio Militar (Bund der Kriegsdienstgegner). En el mismo año escribió una carta abierta al presidente de los EE. UU., Woodrow Wilson, sobre el genocidio de los armenios. En 1920 su editorial dejó de publicar sus libros por su compromiso político.
En 1920 se casó con la poetisa Lola Landau. En 1923 nació su hija Sibylle. De 1921 a 1926 se publicaron varias obras de Armin T. Wegner (ver el capítulo «Obra»). En 1927 tomó parte en un congreso de la Liga gegen koloniale Unterdrückung (Liga contra la Opresión Colonial). El mismo año emprendió un viaje a Rusia y el Cáucaso, habiendo sido invitado por la Unión Soviética. En 1929 viajó a Palestina, junto con Lola Landau.

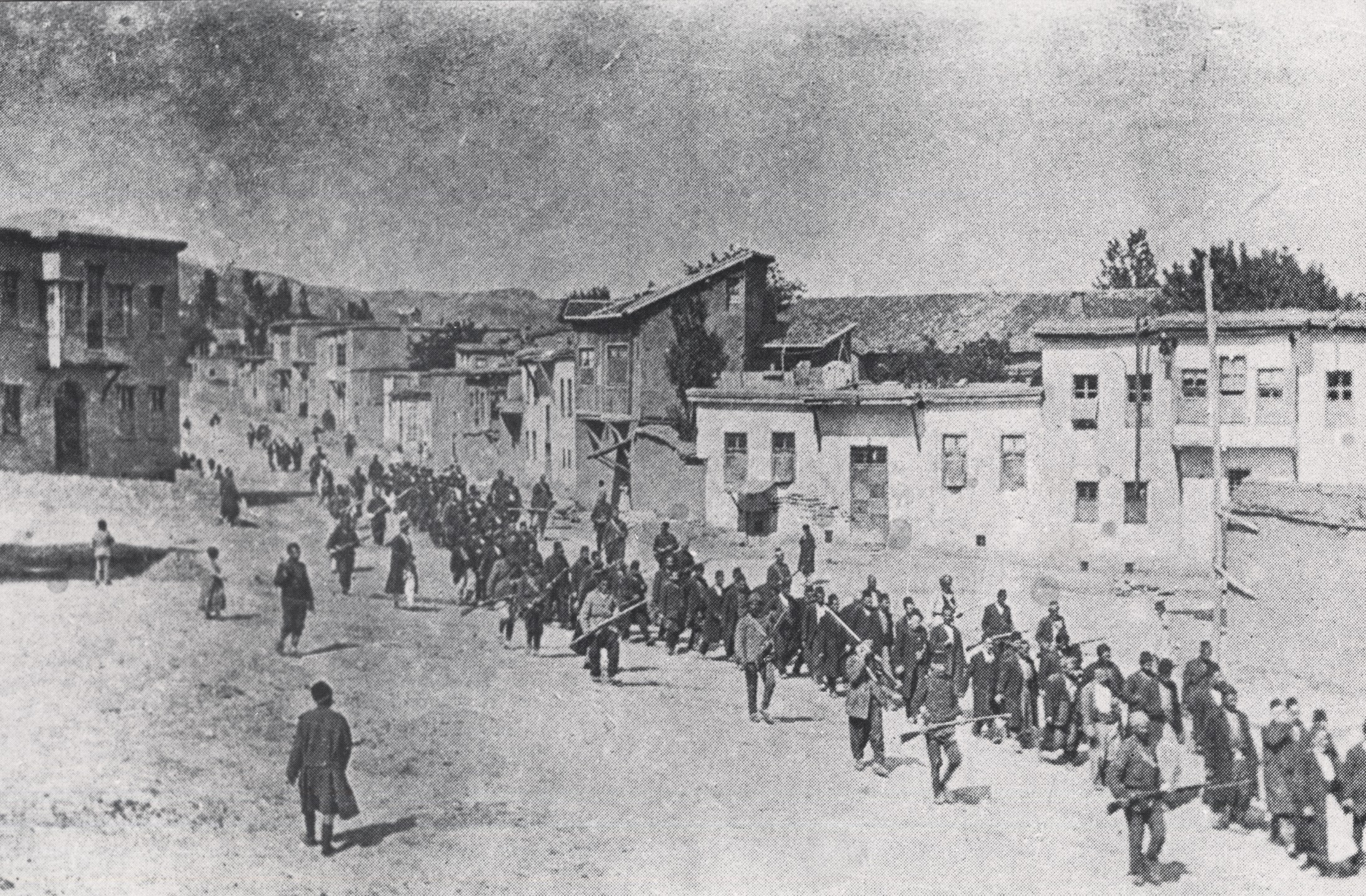
Soldados turcos acompañan a los armenios a la ejecución, abril de 1915. Una de las muchas fotos que Wegner tomó arriesgando su vida.

En 1931 Wegner declaró públicamente su solidaridad con Carl von Ossietzky, pacifista y editor de la revista Die Weltbühne, después de que éste fue acusado de alta traición. El 11 de abril de 1933 Armin T. Wegner envió una carta abierta a Adolf Hitler en la que protestó contra la persecución de los judíos en Alemania. En 1933 tuvieron lugar más de cien quemas de libros en Alemania, la más conocida siendo la del 10 de mayo de este año, y obras de Armin T. Wegner se encontraron entre los libros quemados. El 16 de agosto de 1933 Wegner fue detenido por la Gestapo. Fue torturado y encarcelado en varias prisiones y campos de concentración hasta finales de 1933.
En 1934 Armin T. Wegner viajó a Inglaterra, donde volvió a ver a Lola Landau y a su hija Sibylle. Luego regresó a Berlín mientras que Lola Landau y Sibylle se mudaron a Palestina. Luego Wegner escogió a Positano en Italia como domicilio en el exilio. En 1939 Lola Landau y Armin T. Wegner se divorciaron.
En 1940 empezó su relación con la artista Irene Kowaliska. En 1941 nació el hijo de Armin T. Wegner e Irene Kowaliska, Michele Wegner. De 1941 a 1943 Armin T. Wegner trabajó con un nombre falso como profesor universitario para lengua y literatura alemana en la Universidad de Padua. No volvió a escribir casi nada por décadas, solamente después de su redescubrimiento en los años setenta publicó algunos libros de lírica.
En 1945 se casó con Irene Kowaliska. En los años siguientes vivió olvidado en Italia e incluso fue declarado muerto en una convención de escritores en Berlín. Recibió la Cruz Federal al Mérito y el premio «von der Heydt» de la ciudad de Wuppertal. En 1968 fue reconocido como Justo entre las Naciones por el lugar conmemorativo de Yad Vashem. El mismo año recibió la condecoración más alta de Armenia.
En 1969 fue invitado a un «Simposio de los Refugiados del Tercer Reich» en Estocolmo. En 1972 emprendió un viaje a los EE. UU. para presentar sus libros. El 17 de mayo de 1978 Armin T. Wegner murió en Roma.

## Obra
Lista de obras de Armin T. Wegner:
- «Das Antlitz der Städte» (1917)
- «Offener Brief an Karl Liebknecht» (1918)
- «Ein Vermächtnis in der Wüste» (1919, carta abierta al presidente estadounidense Woodrow Wilson sobre el genocidio armenio)
- «Der Weg ohne Heimkehr» (1919)
- «Der Knabe Hüssein» (1921)
- «Der Ankläger» (1921)
- «Die Verbrechen der Stunde – die Verbrechen der Ewigkeit» (1922)
- «Die Straße mit den tausend Zielen» (1924)
- «Wazif und Akif oder Die Frau mit den zwei Ehemännern» (1926, junto con Lola Landau)
- «Das Zelt» (1926)
- «Moni oder Die Welt von unten» (1929)
- «Fünf Finger über Dir» (1930)
- «Am Kreuzweg der Welten» (1930)
- «Treibeis» (1931, junto con Lola Landau)
- «Maschinen im Märchenland» (1932)
- «Brief an Hitler» (11 de abril de 1933, carta abierta a Adolf Hitler en la que protestó contra la persecución de los judíos en Alemania.[4])
- «Die Silberspur – Wunder der Welt auf der Fahrt durch neun Meere» (1952)
- «Fällst Du, umarme auch die Erde oder Der Mann, der an das Wort glaubte» (1974)
- «Odyssee der Seele» (1976)

## Premios y reconocimientos
- Cruz Federal al Mérito (1956)[3]
- Premio "von der Heydt" de la ciudad de Wuppertal (1962)[3]
- Justo entre las Naciones (1968)[3]
- la condecoración más alta de Armenia (1968)[3]